# Walther Kirchner
Walther Kirchner (* 18. Mai 1905 in Berlin; † 30. Juni 2004 in Baltimore, Maryland) war ein deutsch-amerikanischer Historiker.

## Leben
Der Unternehmersohn Walther Kirchner legte 1918 das Abitur am Französischen Gymnasium seiner Heimatstadt Berlin ab. Kirchner absolvierte im Anschluss eine Ausbildung im elterlichen Handelshaus, für das er besonders im Ostseeraum eingesetzt wurde. 1926 schickte ihn seine Familie in die Vereinigten Staaten, um Geschäftserfahrungen zu sammeln. Kirchner übernahm später eine Stelle als Reporter für ein deutsches Magazin. In den 1930er Jahren wandte Walther Kirchner sich dem Studium der Geschichtswissenschaften an der University of California in Los Angeles zu, dort erlangte er seinen Bachelor- und Doktor-Abschluss. Der 1943 zum Lecturer in Modern European History bestellte Walther Kirchner folgte 1945 einem Ruf als Assistant Professor of History an die University of Delaware nach Newark im Norden des Bundesstaates Delaware, 1948 erfolgte seine Beförderung zum Associate Professor, 1955 zum Full Professor. Kirchner, der darüber hinaus von 1946 bis 1950 als Visiting Professor of Russian History an der University of Pennsylvania sowie von 1952 bis 1953 als Fulbright-Professor an der Universität von Kopenhagen lehrte, wurde 1970 emeritiert. Der daran anschließend nach  Baltimore übergesiedelte Walther Kirchner setzte seine Forschungen an der Johns Hopkins University und der Enoch Pratt Free Library fort. Walther Kirchner, der mit  Frederica geborene Mosher (1915–1995) verheiratet gewesen war, erlag Ende Juni 2004 einem Krebsleiden. Der im Besonderen als Experte der Russischen Geschichte hervorgetretene Kirchner hielt Mitgliedschaften in der American Historical Association, am Institute for Advanced Studies in Princeton sowie am Max-Planck-Institut an der Georg-August-Universität Göttingen inne.

## Publikationen
- zusammen mit Gustav Strohm: Geschichte Russlands von den Anfängen bis zur Gegenwart. Mittelbach, Stuttgart 1950.
- Eine Reise durch Sibirien im achtzehnten Jahrhundert: Die Fahrt des Schweizer Doktors Jakob Fries. In: Band 10 der Veröffentlichungen des Osteuropa-Institutes München. Isar Verlag, München 1955.
- Western civilization to 1500. In: College outline series. No. 110, Barnes & Noble, New York 1960.
- A history of Russia. 3. Ausgabe, in: College outline series. 66, Barnes & Noble, New York 1963.
- Alba. Spaniens eiserner Herzog. Musterschmidt, Göttingen/Berlin/Frankfurt/M. 1963.
- The Rise of the Baltic Question. Greenwood Pub Group Inc., Westport, Conn., New ed. of 1954 ed., 1970, ISBN 978-0-8371-3009-5.
- Einige Bemerkungen über die Quellenlage für quantitative Studien der frühen Neuzeit. In: Kölner Vorträge zur Sozial- und Wirtschaftsgeschichte. Heft 15, Forschungsinstitut für Sozial- und Wirtschaftsgeschichte an der Universität zu Köln, Köln 1971.
- Studies in Russian-American commerce 1820-1860. In: Studien zur Geschichte Osteuropas. 19, Brill, Leiden 1975.
- Die deutsche Industrie und die Industrialisierung Russlands, 1815-1914. Scripta Mercaturae Verlag, St. Katharinen, 1986, ISBN 3-922661-18-1.
- Kontinuität und Wandel im Wirtschaftsverkehr zwischen Russland und dem Westen. In: Oulun Yliopiston Historian Laitoksen julkaisuja / Yleinen aate- ja oppihistoria. Historian Laitos, Oulu 1991.